# Curacas (álbum)
Curacas es el segundo álbum de estudio de la banda chilena Curacas, lanzado en 1971 por el sello discográfico Peña de los Parra de los hermanos Isabel y Ángel Parra, y distribuido por el sello DICAP.
Los instrumentos musicales utilizados para el álbum son guitarra acústica, charango, bombo, caja militar, quena, tiple, kosko y matraca. El disco está conformado en su mayoría por canciones de la tradición popular, así como por composiciones de Ángel Parra y su madre Violeta Parra. El lado B inicia con un cachimbo titulado «La cuyaca» y compuesto por el integrante de la banda Pedro Aceituno. Ángel además colabora en los arreglos musicales.

## Lista de canciones
| Lado A |                                                     |             |          |  |
| N.º    | Título                                              | Música      | Duración |  |
| 1.     | «Trote de Enquelga» (trote)                         | tradicional | 2:25     |  |
| 2.     | «La nortina» (cueca)                                | Ángel Parra | 1:31     |  |
| 3.     | «Chunchos de Pedro de Valdivia» (Canto a lo divino) | tradicional | 2:21     |  |
| 4.     | «8 de octubre» (triste)                             | Ángel Parra | 3:27     |  |
| 5.     | «El pueblo» (trote)                                 | Ángel Parra | 2:21     |  |
| 6.     | «Punteando» (huayno)                                | E. Cavour   | 1:37     |  |
| 13:42  |                                                     |             |          |  |

| Lado B |                                  |                |          |  |
| N.º    | Título                           | Música         | Duración |  |
| 7.     | «La cuyaca» (cachimbo)           | Pedro Aceituno | 2:09     |  |
| 8.     | «Valse» (vals incaico)           | Ángel Parra    | 2:14     |  |
| 9.     | «Cachimbo» (cachimbo)            | Violeta Parra  | 1:58     |  |
| 10.    | «Tocata y fuga» (triste, huayno) | Violeta Parra  | 2:33     |  |
| 11.    | «Tirana» (Canto a lo divino)     | tradicional    | 2:12     |  |
| 12.    | «2001» (triste)                  | Ángel Parra    | 3:06     |  |
| 14:12  |                                  |                |          |  |

## Créditos
Integrantes
- Pedro Aceituno
- Mario Necochea
- Carlos Necochea
- Alberto Zapicán
- Ricardo Yocelevzky

Otros
- Ángel Parra y Curacas: arreglos musicales[1]